# ウーマン・アクロス・ザ・リヴァー
『ウーマン・アクロス・ザ・リヴァー』（Woman Across The River）は、アメリカ合衆国のブルース・ミュージシャン、フレディ・キングが1973年に発表したアルバム。キングがシェルター・レコードで作った3枚のアルバムの3枚目である。これら3枚は、『King Of The Blues』と銘打ったコレクションとして再発されている。
本作はビルボードのトップ200で最高位158位を記録している。

## 解説
シェルターでの他の2枚と同様、『ウーマン・アクロス・ザ・リヴァー』のプロデュースは同レーベルのトップだったレオン・ラッセルが担当している。キングをサポートしたのは多くのセッション・ミュージシャンで、その中にはベースのカール・レイドル、ドラムスにはジム・ケルトナーがいた。
レコーディングはオクラホマ州のパラダイス・スタジオ、ミキシングはメンフィスのアーデント・スタジオでそれぞれ行なわれている。キングはウィリー・ディクソンの楽曲を2曲（「フーチー・クーチー・マン」、「 アイム・レディ」）取り上げている。
アルバムからは1973年、タイトル曲「Woman Across The River」がシングル・カットされている（B面は「Help Me Through The Day」）。

## 評価
| 専門評論家によるレビュー                   | 専門評論家によるレビュー |
| レビュー・スコア                           | レビュー・スコア         |
| 出典                                       | 評価                     |
| ------------------------------------------ | ------------------------ |
| Allmusic                                   | [ 11 ]                   |
| en:The Encyclopedia of Popular Music       | [ 12 ]                   |
| The Gazette                                | C+                       |
| MusicHound Rock: The Essential Album Guide | [ 14 ]                   |

日刊紙の「モントリオール・ガゼット」は本作について「痛々しいほど機械的で、まるで人間が殆ど関わっていないかのようである」と評した。
月刊誌の「テキサス・マンスリー」は「十分と呼ぶ以上の内容だ」と評しつつ、「ロック・サウンドに歩み寄りすぎである」としている。 「オールミュージック」は「ロック寄りなヘヴィーな音かもしれない」としつつ、「キングの最後のシェルターのアルバムは、ときにストリングスが入るアレンジや女性のバック・ヴォーカルの配置など、これまでのどの作品よりも入念なプロデュースがなされたものと言える」と指摘した。
「ブルース・レコーディングのペンギン・ガイド」は、「1970年代初期にブルースが通過したぶざまなフェーズを反映したものだ」と述べている 。日刊紙「コマーシャル・アピール」は、「Help Me Through The Day」を「ラッセルによる素晴らしきバラード」と絶賛した。

## 収録曲
| #         | タイトル                                                     | 作詞・作曲                                               | 時間  |
| --------- | ------------------------------------------------------------ | -------------------------------------------------------- | ----- |
| 1.        | 「Woman Across the River」(ウーマン・アクロス・ザ・リヴァー) | Bettye Crutcher, Allen Jones                             | 2:46  |
| 2.        | 「Hootchie Cootchie Man」(フーチー・クーチー・マン)          | Willie Dixon                                             | 4:48  |
| 3.        | 「Danger Zone」(デンジャー・ゾーン)                          | Percy Mayfield                                           | 4:32  |
| 4.        | 「Boogie Man」(ブギー・マン)                                 | Chuck Blackwell, Leon Russell                            | 3:45  |
| 5.        | 「Leave My Woman Alone」(リーヴ・マイ・ウーマン・アローン)   | Ray Charles                                              | 3:33  |
| 6.        | 「Just a Little Bit」(ジャスト・ア・リトル・ビット)          | Ralph Bass, Buster Brown, John Thornton, Fats Washington | 2:27  |
| 7.        | 「Yonder Wall」(ヨンダー・ウォール)                          | Elmore James                                             | 2:25  |
| 8.        | 「Help Me Through the Day」(ヘルプ・ミー・スルー・ザ・デイ)  | Russell                                                  | 4:27  |
| 9.        | 「I'm Ready」(アイム・レディ)                                | Dixon                                                    | 3:45  |
| 10.       | 「Trouble in Mind」(トラブル・イン・マインド)                | Richard M. Jones                                         | 3:41  |
| 11.       | 「You Don't Have to Go」(ユー・ドント・ハヴ・トゥ・ゴー)     | Jimmy Reed                                               | 2:55  |
| 合計時間: | 合計時間:                                                    | 合計時間:                                                | 39:04 |

## 参加ミュージシャン
- フレディ・キング Freddie King - ギター、ボーカル
- オニール・ツインズ The O'Niell Twins - コーラス
- カール・レイドル Carl Radle - ベース
- チャック・ブラックウェル Chuck Blackwell - ドラムス
- ジム・ケルトナー Jim Keltner - ドラムス
- ドン・プレストン Don Preston - ギター
- レヴァレンド・パトリック・ヘンダーソン Rev. Patrick Henderson - ピアノ、オルガン
- レオン・ラッセル Leon Russell - ピアノ